# 番衆
番衆（ばんしゅう）とは、番を編成して宿直警固にあたる者。狭義においては幕府に詰めて将軍及び御所の警固にあたる者を指す。
幕府の番衆の元は鎌倉幕府の源頼朝時代に弓矢に優れた側近の御家人を日夜身辺に置いたことに由来するとされる。源実朝の暗殺後、小侍所が設置され、6番制によって1日1番の小番が編成された。小番の中にも近習番・廂番・申次番などが設けられ、有力御家人の子弟が任ぜられた。彼らは将軍近習層を形成して、時には執権勢力と対抗関係となり、政治的紛争の原因となった。
室町幕府も同様の制度を整備し、後に5番制の奉公衆へと発展する。彼らは将軍の警固のみならず、御料所の経営委任や自己の所領に対する段銭の京済（中間搾取の恐れのある守護などの中間者の関与を経ずに幕府へ直接納付を行う）や守護不入などの特権を得て将軍直属の軍事力の中核となった。更に番衆の概念が武士の身分・家格づけにも応用され、相伴衆や御供衆、申次衆、内談衆などの呼称が生じた。
江戸幕府においても室町幕府の制度は武家故実として尊重され、その一部は旗本・御家人制度にも導入された。すなわち、書院番・奏者番・使番などの将軍近侍・警固の役職に番衆制度が取り入れられたのである。